# Hastingsia atropurpurea
Hastingsia atropurpurea là một loài thực vật có hoa trong họ Măng tây. Loài này được Becking mô tả khoa học đầu tiên năm 1986.